# Eths
Eths är ett franskt heavy metalband bildat 1999.

## Medlemmar
Senaste medlemmar
- Stéphane "Staif" Bihl – gitarr, sampling, sång (1999–2016, 2017)
- Gregory "Greg" Rouvière – gitarr (1999–2013, 2017)
- Candice Clot – sång (1999–2012, 2017)
- Guillaume "Yom" Dupré – trummor (1999–2006, 2011–2015, 2017)
- Marc "Roswell" Burghoffer – basgitarr (1999–2006)

Tidigare medlemmar
- Rachel Aspe – sång (2013–2016)
- Damien Rivoal – basgitarr (2011–2016)

Turnerande medlemmar
- Matthieu "Mat" Lechevalier – trummor (2007–2008)
- Geoffrey "Shob" Neau – basgitarr (2007–2011)
- Morgan Berthet – trummor (2008–2011)
- Virginie Goncalves – sång (2012–2013)
- Nelly Wood-Hasselhoff – sång (2012–2013)
- R.U.L – trummor (2015–2016)

## Diskografi
Demo
- 1999: Eths

Studioalbum
- 2004: Sôma
- 2008: Tératologie
- 2012: III
- 2016: Ankaa

EP
- 2000: Autopsie
- 2002: Samantha
- 2014: Ex Umbra in Solem